# Dioscorea variifolia
Dioscorea variifolia är en enhjärtbladig växtart som beskrevs av Carlo Luigi Giuseppe Bertero. Dioscorea variifolia ingår i släktet Dioscorea och familjen Dioscoreaceae. Inga underarter finns listade i Catalogue of Life.